# Маргарет Бошан из Блетсо
Ма́ргарет Боша́н из Бле́тсо (англ. Margaret Beauchamp of Bletso; около 1410 — до 3 июня 1482) — английская аристократка, дочь Джона Бошана, 3-го барона Бошана из Блетсо, бывшая замужем последовательно за Оливером Сент-Джоном, Джоном Бофортом, 1-м герцогом Сомерсетом, и Лайонелом Уэллсом, 6-м бароном Уэллсом. Бабка английского короля Генриха VII.

## Биография
Маргарет Бошан родилась приблизительно в 1410 году и была дочерью сэра Джона Бошана, de jure 3-го барона Бошана из Блетсо, и его второй жены Эдит Стоуртон (умерла 13 июня 1441), дочери сэра Джона Стоуртона из Стоуртона, Уилтшир. Она принадлежала к младшей ветви знатного английского рода нормандского происхождения.
В 1421 году, после смерти своего единственного брата Джона, Маргарет унаследовала поместья Лидьярд Трегоуз в Уилтшире, Эшмор в Дорсете и Блетсо и Кейсо в Бедфордшире, и, согласно современной версии, права на любое баронство Бошан, созданное при созыве парламента, по линии её прапрадеда Роджера Бошана, 1-го барона Бошана из Блетсо (умер 3 января 1380).
Вскоре Маргарет вышла замуж за сэра Оливера Сент-Джона, сына и наследника сэра Джона Сент-Джона и Изабеллы Пейвли. Сэр Оливер умер в 1437 году, оставив Маргарет вдовой с семью детьми. Через четыре года она вышла замуж во второй раз — за Джона Бофорта, 1-го герцога Сомерсета, принадлежавшего к побочной ветви королевской династии Плантагенетов. На момент рождения их первого общего ребёнка Джон готовился отбыть во Францию, где должен был командовать походом. Перед отъездом он договорился с королём Генрихом VI, что в случае его смерти право опеки над новорождённой дочерью и выбора ей жениха будет иметь только сама Маргарет. После возвращения из Франции отношения Бофорта с королём испортились; он был удалён от двора, обвинён в государственной измене и вскоре скончался. Достоверно неизвестно, что произошло с мужем Маргарет: французский епископ-историк Тома Базен считал, что он умер от болезни, тогда как «Кройлэндская хроника» говорит о самоубийстве. На момент смерти Сомерсета Маргарет была снова беременна, но ребёнок родился мёртвым или умер вскоре после рождения. Единственной наследницей большого состояния Бофорта стала его с Маргарет малолетняя дочь, а все титулы достались брату Джона Эдмунду. В 1444 году король нарушил договорённость с покойным мужем Маргарет и отдал её дочь под опеку Уильяма де ла Поля, 1-го герцога Саффолка. Тем не менее маленькая Маргарет продолжала жить с матерью.
Через три года после смерти второго мужа Маргарет вышла замуж в третий раз — за вдовца с пятью детьми, Лайонела Уэллса, 6-го барона Уэллса. От него она родила ещё одного сына и вновь овдовела в 1461 году. После этого Маргарет больше не выходила замуж. Она умерла 8 августа 1482 года и была похоронена в Уимборнском соборе в Дорсете.

## Потомки
От Оливера Сент-Джона:
- Джон (умер в 1513/14)[12];
- Оливер (умер в 1497) — эсквайр, женатый на дочери Генри Скрупа, 4-го барона Скрупа из Болтона[13];
- Эдит, жена эсквайра Джеффри Поула, от которого родила сына Ричарда[14];
- Мэри, жена Ричарда Фродженалла[4];
- Элизабет (умерла до 1494) — жена Уильяма ла Зуша, 5-го барона Зуша из Харингуорта[15], и Джона Скрупа, 5-го барона Скрупа из Болтона[15][4];
- Агнес, жена Дэвида Мэлпаса[4];
- Маргарет — аббатиса в Шефтсбери[англ.][4].

От Джона Бофорта:
- Маргарет (1441/1443 — 1509)[16] — была замужем четыре раза: за Джоном де ла Полем, сыном и наследником Уильяма де Ла Поля, 1-го герцога Саффолка (брак был аннулирован в 1453 году), за Эдмундом Тюдором, 1-м графом Ричмондом, сыном и наследником Оуэна Тюдора от его тайного брака с вдовствующей королевой Екатериной Валуа (от этого брака родился сын Генрих, будущий король Англии Генрих VII), за сэром Генри Стаффордом[англ.] и за Томасом Стэнли (брак был фиктивным и основывался на политических мотивах)[17].

От Лайонелла Уэллса:
- Джон (примерно 1450—1498), 1-й виконт Уэллс[10].

## В культуре
Маргарет одна из ключевых фигур романа Филиппы Грегори Красная королева, а также эпизодический персонаж романа Хозяйка дома Риверсов и телеадаптации романов Грегори «Белая королева», где роль Маргарет исполнила Фрэнсис Томелти.